# Gossnab
Gossnab (russisch Госсна́б СССР) oder Staatliches Komitee für materiell-technische Versorgung (russisch Государственный комитет по материально-техническому снабжению, Transkription: Gossudarstwenny komitet po materialno-technitscheskomu snabscheniju) war das zentrale staatliche Verwaltungsorgan für die Volkswirtschaft der Sowjetunion. Es war eines von über 20 staatlichen Komitees in der Sowjetunion, die dem Ministerrat der UdSSR unterstanden. Andere wichtige Verwaltungsorgane in der Sowjetunion waren beispielsweise Gosplan (die Plankommission) und Gosbank (die Staatsbank).
Gossnab wurde 1948 gegründet und 1953 aufgelöst. 1965 wurde Gossnab erneut gegründet, im Rahmen einer Reihe von ökonomischen Reformen, die vom Ministerpräsidenten Alexei Kossygin Mitte der 1960er Jahre eingeleitet wurden. Mit dem Ende der Sowjetunion wurde Gossnab 1991 wieder aufgelöst.
Die Hauptaufgabe von Gossnab war die Ressourcenallokation, was unter den Bedingungen eines fehlenden Marktes in der Sowjetunion eine wichtige staatliche Funktion war. Gossnab koordinierte die Allokation von Ressourcen, die im Fünfjahrplan von Gossnab nicht geregelt waren. Unter anderem war Gossnab für den Großhandel in der Sowjetunion zuständig.

## Organisationen für die materiell-technische Versorgung, Absatz und Beschaffung
- Volkskommissariat für Ernährung (Narkomprod) der RSFSR, 1917 — 1924,
- Zentrales Einkaufsbüro (russ. Центрозакуп) beim Volkskommissariat für Ernährung der RSFSR, 1918 — 1919,
- Sonderbevollmächtigter für die Versorgung der Arbeiter in den Treibstoff-produzierenden Betrieben mit Nahrungsmitteln, beim Volkskommissariat für Ernährung der RSFSR, 1917 — 1918,
- Hauptabteilung für Nahrungsmittelverteilung (russ. Главпродукт) beim Volkskommissariat für Ernährung, 1918 — 1920,
- Außerordentliches Oblast-Komitee für Nahrungsmittel und für die Versorgung Südrusslands (russ. Чокпрод) beim Volkskommissariat für Ernährung, 1918 — 1920,
- Vereinigtes Büro der russischen Nahrungsmittel- und Kooperativorganisationen für Nahrungsmittelangelegenheiten beim Volkskommissariat für Ernährung der RSFSR, 1917 — 19198,
- Zentrale Kommission für die Versorgung der Arbeiter (Zekorabsnab; russ. Цекорабснаб) Volkskommissariat für Ernährung (Narkomprod) der RSFSR, 1919 — 1922,
- Volkskommissariat für Ernährung der Sowjetunion (Narkomprod SSSR), 1922 — 1925,
- Leitung der staatlichen Warenlager (Gossklad; russ. Госсклад) beim Obersten Rat für Volkswirtschaft, 1922 — 1924,
- Volkskommissariat für Versorgung der Sowjetunion (Narkomsnab SSSR), 1930–1934,
- Staatliches Komitee des Ministerrates der UdSSR für materiell-technische Versorgung der Volkswirtschaft, 1948–1953,
- Staatliches Komitee des Ministerrates der UdSSR für die Versorgung mit Lebensmitteln und Industriewaren (Gosprodsnab SSSR, russ. Госпродснаб СССР), 1951–1953,
- Staatliches Komitee des Ministerrates der UdSSR für materiell-technische Versorgung der Sowjetunion, 1965–1991,
- Ministerium für materielle Ressourcen der Sowjetunion, 1991.

Gossnab hat folgende Funktionen gehabt:
- die Pläne der materiell-technischen Versorgung realisieren,
- Verteilung der Waren auf die Verbraucher entsprechend der Planung,
- die Lieferungen und die Kooperation zwischen den einzelnen Industriezweigen sicherstellen,
- die rechtzeitige Planerfüllung und Lieferung der Waren kontrollieren

Die Arbeit von Gossnab wurde mit folgenden Behörden der obersten Ebene koordiniert:
- Gosplan SSSR,
- Ministerium für Finanzen (Sowjetunion),
- Ministerien und Behörden der Sowjetunion und der einzelnen Sowjetrepubliken, die für die jeweiligen Industriezweige zuständig waren.

## Vorsitzende der Gossnab der Sowjetunion
- Lasar Kaganowitsch (* 1893; † 1991), 1947–1952,
- Iwan Kabanow  (* 1898; † 1972), 1952–1953,
- Weniamin Dymschiz (russ. Вениамин Эммануилович Дымшиц) (* 1910; † 1993), 1965–1976,
- Georgij Orlow (russ. Георгий Михайлович Орлов) (* 1903; † 1985), 1965–1978,
- Nikolaj Martynow (russ. Николай Васильевич Мартынов) (* 1910; † 1980), 1976–1985,
- Lew Woronin   (russ. Лев Алексеевич Воронин) (* 1928), 1985–1989,
- Pawel Mostowoj  (russ. Павел Иванович Мостовой) (* 1931; † 2000), 1989–1991,

## Institute beim Gossnab der Sowjetunion
- Wissenschaftliches Forschungsinstitut für Wirtschaft und Organisation der materiell-technischen Versorgung beim Gossnab  der Sowjetunion (russ. НИИМС; Transkription: NIIMS)